# Ikhtiyor Navruzov
Ikhtiyor Karimovich Navruzov (em usbeque:  Ихтиёр Наврузов; Bucara, 5 de julho de 1989) é um lutador de estilo-livre usbeque, medalhista olímpico.

## Carreira
Navruzov competiu na Rio 2016, na qual conquistou a medalha de bronze, na categoria até 65 kg.